# Gittella insularis
Gittella insularis är en kvalsterart som beskrevs av Sandór Mahunka 1998. Gittella insularis ingår i släktet Gittella och familjen Oppiidae. Inga underarter finns listade i Catalogue of Life.